# Château Rouge (metrostation)
Château Rouge is een station van de metro in Parijs langs de metrolijn 4, onder de Boulevard Barbès in het 18de arrondissement. Dit is een drukbezocht metrostation vanwege de nabijheid van de Marché Dejean, een exotische markt, die alle dagen behalve op maandag open is. Het station heeft één ingang, aan de Boulevard Barbès.

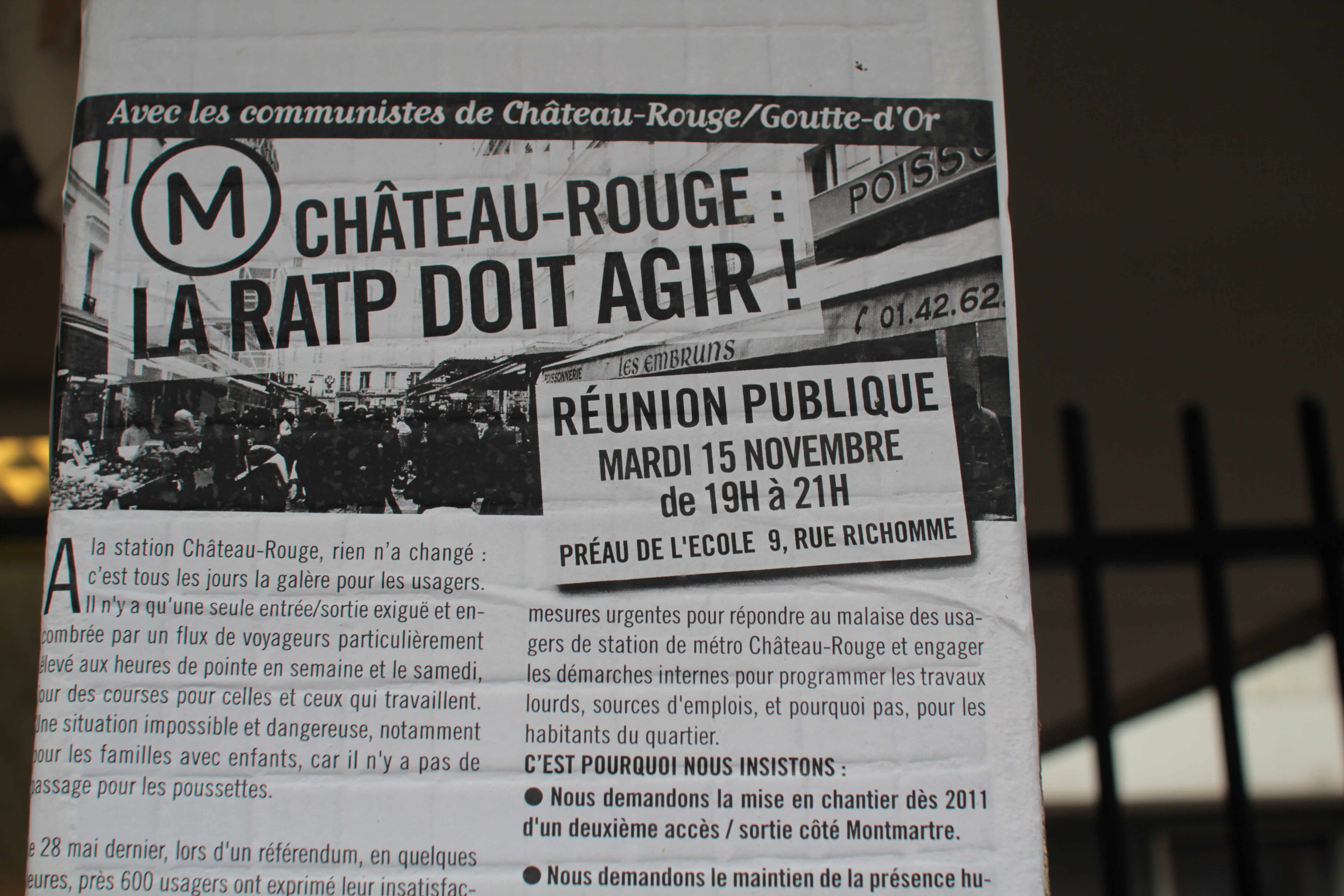
De communisten van de Goutte d'Or hielden in 2011 een actie om de RATP er toe te bewegen een tweede metroingang te openen. Rue Leon, december 2011.

Het station werd geopend op 21 april 1908, als onderdeel van de lijn van Châtelet naar Porte de Clignancourt. Het is vernoemd naar het Place du Château Rouge, een fraai gebouw uit rode steen, dat nabij was gebouwd in 1760 maar in 1875 werd afgebroken.
Porte de Clignancourt · 
Simplon · 
Marcadet - Poissonniers · 
Château Rouge · 
Barbès - Rochechouart · 
Gare du Nord · 
Gare de l'Est · 
Château d'Eau · 
Strasbourg - Saint-Denis · 
Réaumur - Sébastopol · 
Étienne Marcel · 
Les Halles · 
Châtelet · 
Cité · 
Saint-Michel · 
Odéon · 
Saint-Germain-des-Prés · 
Saint-Sulpice · 
Saint-Placide · 
Montparnasse - Bienvenüe · 
Vavin · 
Raspail · 
Denfert-Rochereau · 
Mouton-Duvernet · 
Alésia · 
Porte d'Orléans ·
Mairie de Montrouge ·
Barbara ·
Bagneux - Lucie Aubrac